# منطقه کوکیمبو
منطقه کوکیمبو (به اسپانیایی: Coquimbo Region) یکی از مناطق کشدر شیلی است.

## خصوصیات
منطقه کوکیمبو ۶۸۷٬۸۰۶ نفر جمعیت دارد.